# Siófok
Siófok est une ville de Hongrie dans le comitat de Somogy comptant environ 24 000 habitants, sur la rive sud du lac Balaton.

## Géographie
Elle est située sur la rive sud-est du lac Balaton, le lac le plus vaste d'Europe centrale.
La rivière Sió, émissaire du Lac Balaton, s'écoule hors du lac à Siófok avant de se jeter dans le Danube. En 2011, Siófok comptait 24 347 habitants.
Siófok est aussi appelée « la capitale d'été de la Hongrie ».

### Transport

#### Accès routier
La ville est desservie par l'autoroute M7 (E71) qui la relie à Budapest, la capitale située à 103 km au Nord-est, soit à une heure de route. Vers l'Ouest, la M7 permet de se rendre en Croatie où la M7 devient la A4 (E65), et en Slovénie par la M70 (E653) prolongation de la M7.

#### Accès ferroviaire
La ville est desservie par la ligne de Budapest à Nagykanizsa par Székesfehérvár et par la ligne de Kaposvár à Siófok.
En plus de la gare principale de Siófok, plusieurs haltes  desservent la ville :
- Balatonszéplak felső et Balatonszéplak alsó à l'Ouest,
- Szabadifurdo et Szabadisóstó à l'Est.

#### Accès aérien
Siófok dispose d'un aéroport international Siófok-Kiliti Airport (code OACI : LHSK), situé à Balatonkiliti au Sud-est de la ville.

## Histoire
Des éléments archéologiques attestent de la présence des Romains sur les rives du lac qu'ils appelaient alors Pelso. Vinrent ensuite les Magyars. Siófok fut capturé en un rien de temps par les Turcs qui construisirent une forteresse. Celle-ci, lors de la révolte de Kuruc contre l'oppression des Habsbourg, fut utile aux Magyars.
La construction de la Southern Railway en 1861 est un tournant dans l'histoire de la ville qui devient la capitale de la baignade.

## Population et société

### Démographie
De par sa population, Siófok occupe le 51e rang du pays. C'est la deuxième ville du megye (comté hongrois) de Somogy.

### Tourisme
C'est une station balnéaire très prisée par les touristes des pays voisins et de l'Europe du Nord. Son port est le plus grand du lac Balaton.

### Sports
Siófok est ville départ des courses cyclistes du Tour de Hongrie 2018 et du Tour de Hongrie 2019.
Le Siófok KC est un club hongrois de handball féminin de la ville de Siófok

## Culture et patrimoine

### Lieux et monuments
Parmi les monuments se trouvant dans la ville, il y a :
- le château d'eau (víztorony en hongrois) : il est situé au centre-ville. Haut de 45 mètres, il faut gravir 128 marches pour accéder à la hauteur de 40 mètres. Il a été construit en 1912 par Árpad Guth et Jenő Gergely. L'édifice abrite l'office de tourisme de la ville.
- l'église paroissiale édifiée en 1903, néo-roman ;
- 7 églises catholiques : Plébánia templom, Szent Kereszt, Szent Anna, Szent Lörenc, Szent István, Szent Kilit, Szent Péter és Szent Pál ;
- 1 temple luthérien : Evangélicus ;
- 1 temple calviniste : Református ;
- 1 synagogue Zsinagóga.
- les statues, très nombreuses à travers la ville, dont celles de : Imre Varga, Bolgár Judit, Bajnok Béla, Bors István, Varga Tamás, Vilt Tibor, Somogyi József.

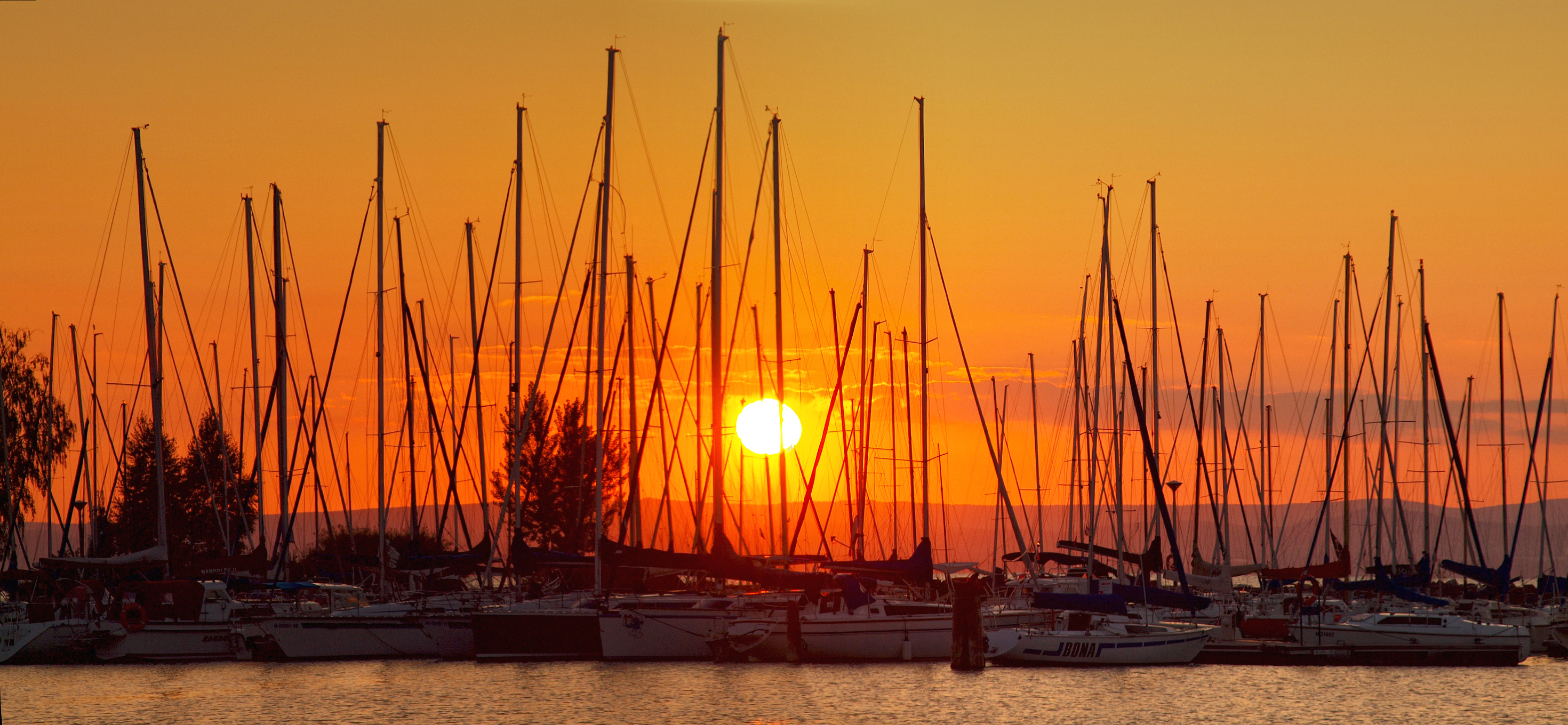
Coucher de soleil sur la marina

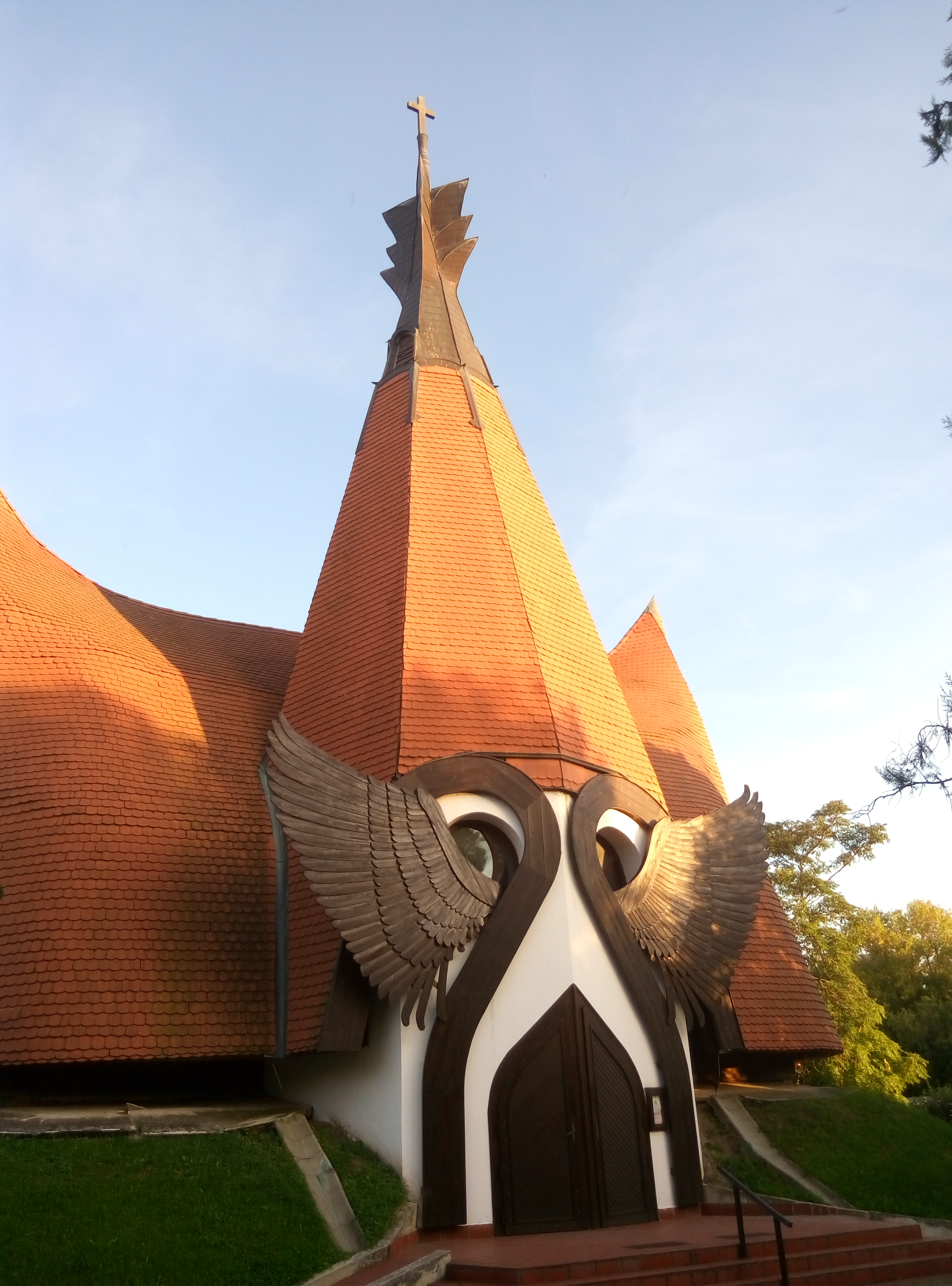
Église luthérienne (plans de l'architecte Imre Makovecz)

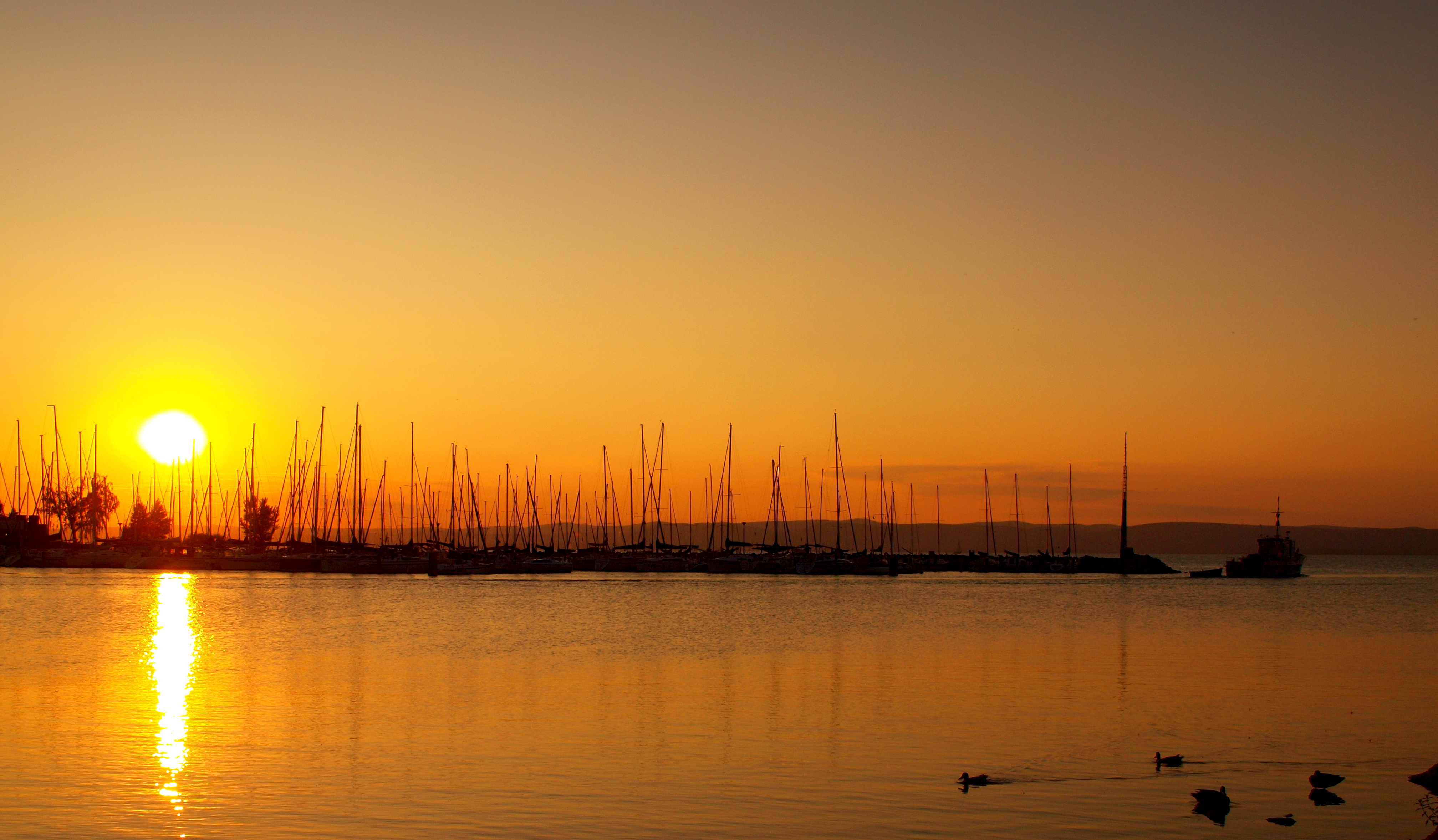
La marina

Le port : Siófok possède une grande marina à l'émissaire du lac Balaton là-même où prend naissance la rivière Sió. C'est le port le plus fréquenté du lac, principalement par des voiliers. Au départ du port, les bateaux de plusieurs compagnies permettent d'effectuer des promenades et croisières sur le lac.
De part et d'autre, des espaces verts ont été aménagés. Côté oriental de la rive, un grand et long parc doté d'une roseraie. On y trouve les plages et de nombreuses statues et sculptures. À la jetée de l'Ouest, se trouve l'observatoire météorologique. Côté occidental, des établissements hôteliers. Le long du canal Sió, des aires d'entreposage et de carénage pour la plaisance.

### Musées
- Kálmán Imre Museum - H-8600 Siófok, Kálmán I.stny. 5
- Radio Museum - H-8600 Siófok, Erdel, F.u. 2
- Mineral Museum - H-8600 Siófok, Kálmán I.stny. 10
- Egg Museum - H-8600 Siófok, Szücs u. 4

### Galerie photos

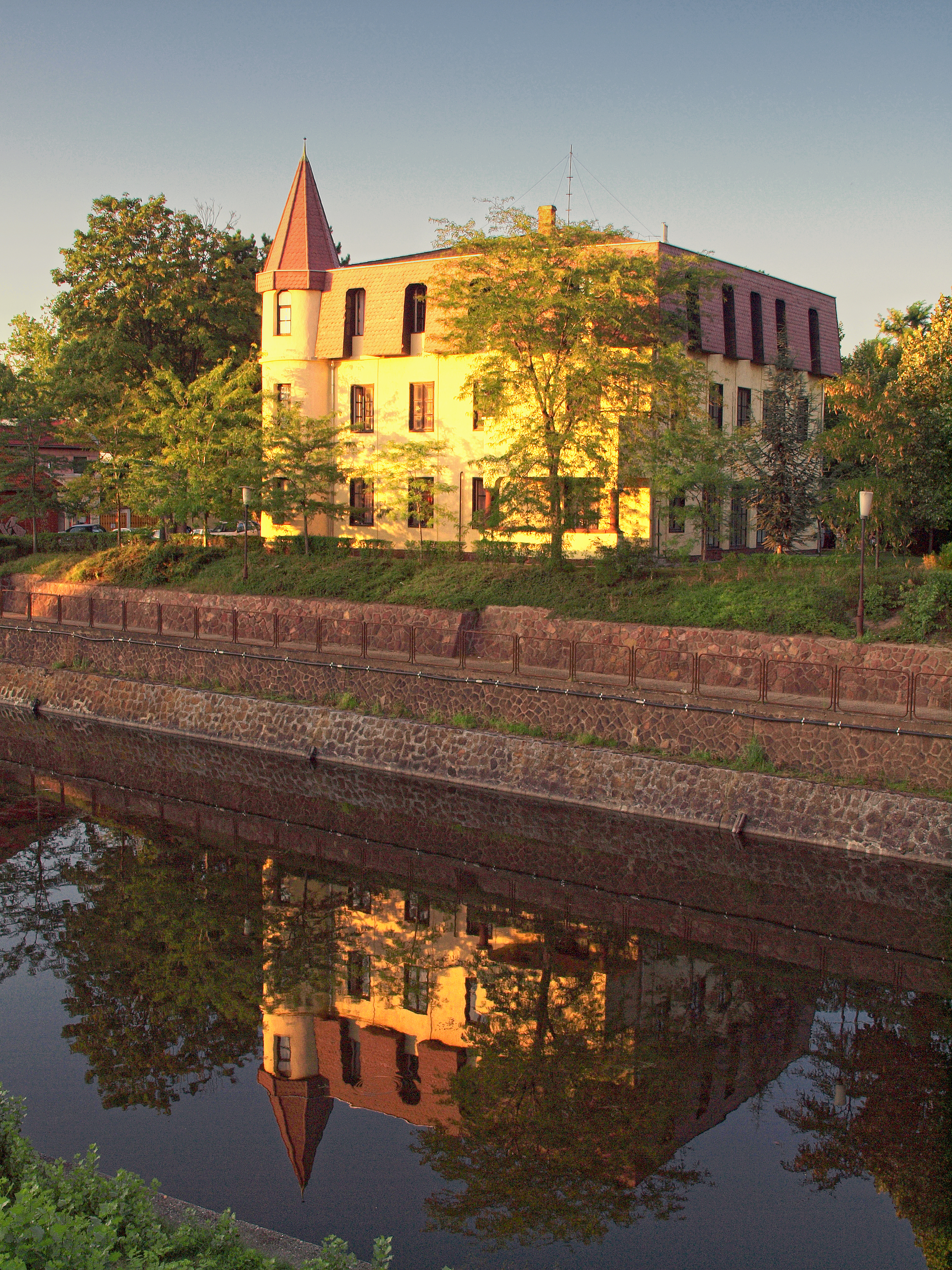
Siofok SIOK École d'art Siófoki Műveszeti Iskola
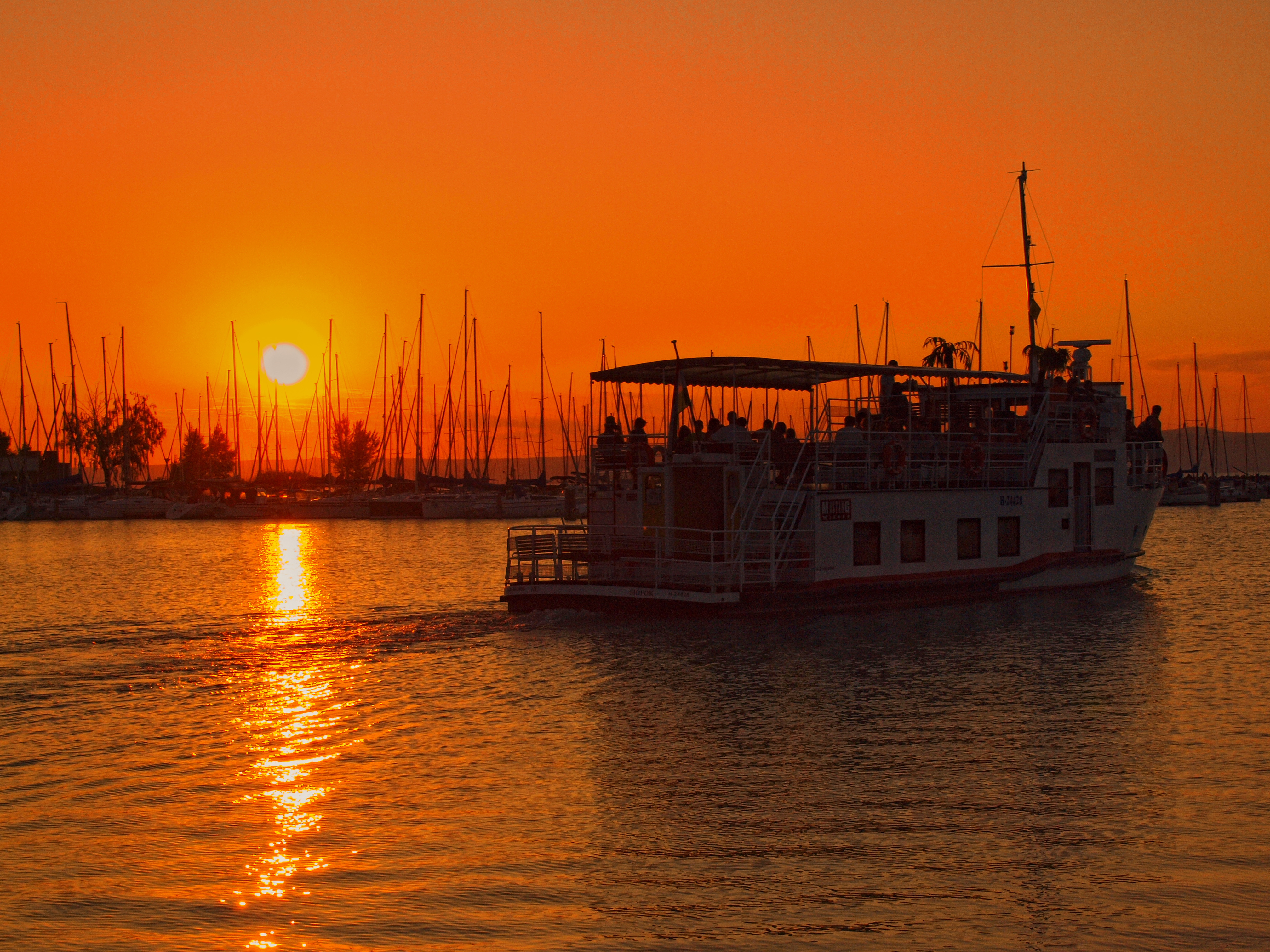
St. Benedek Ship quittant la marina
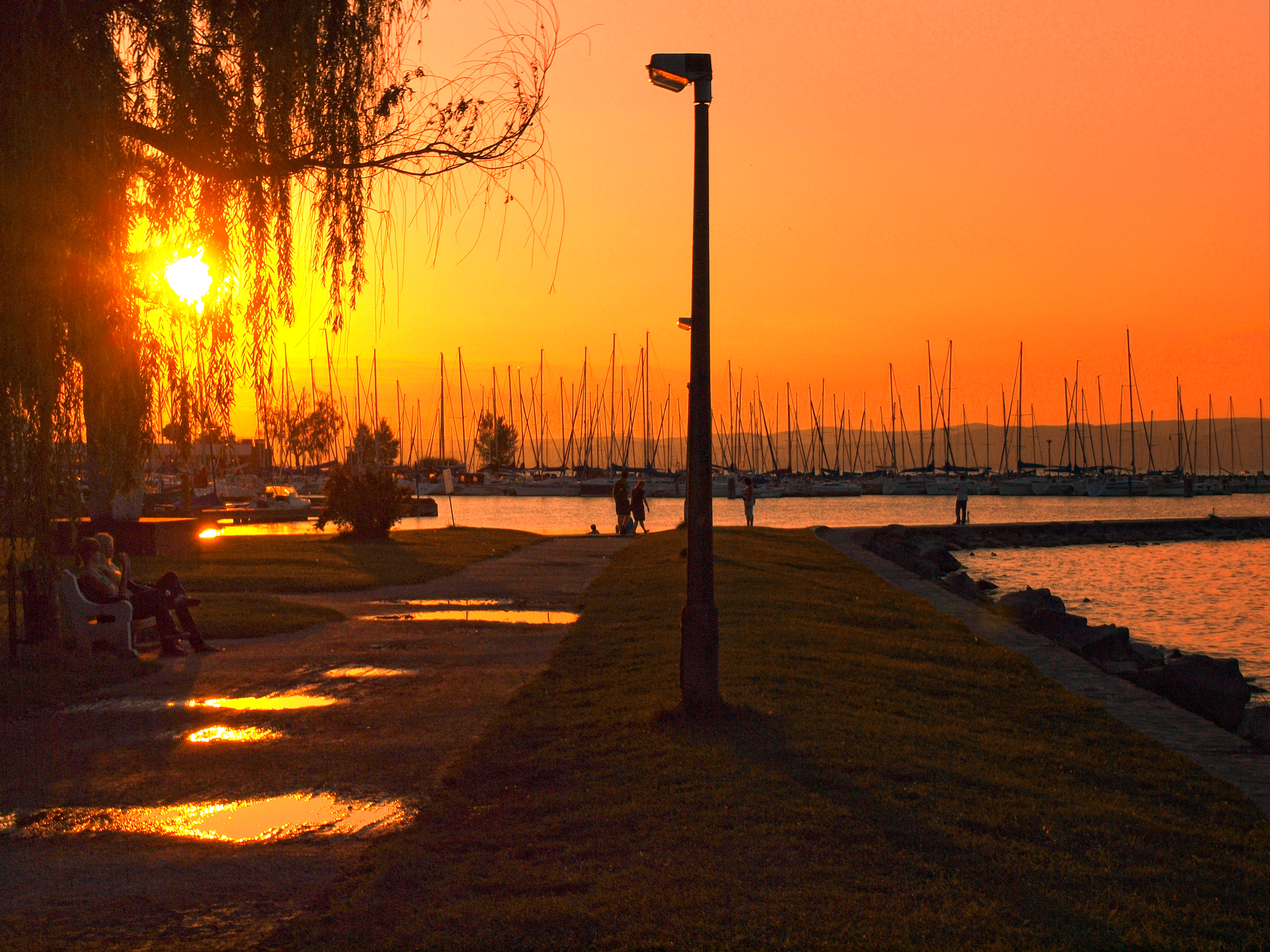
La marina au couchant
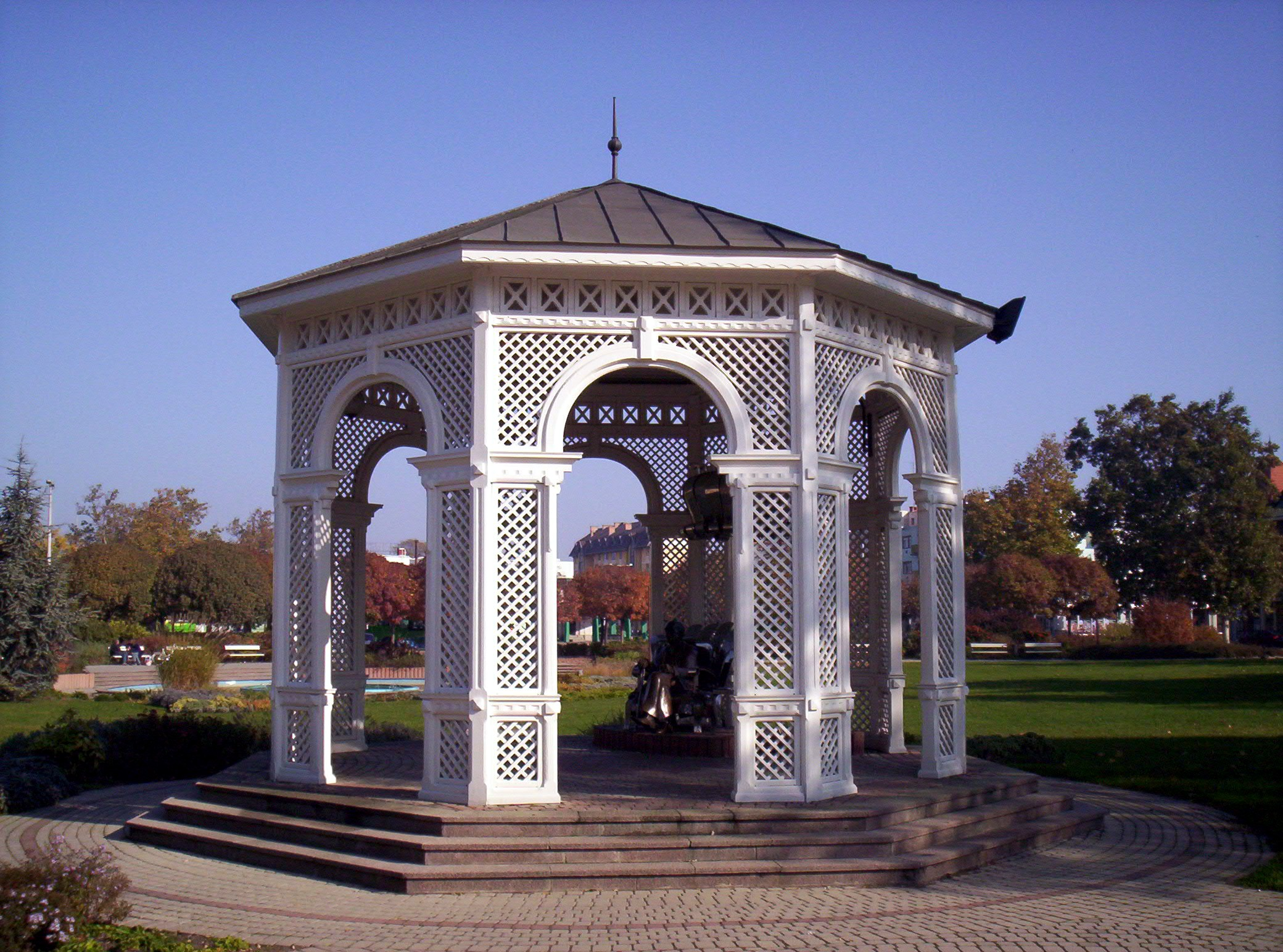
Le Zenepavilon ou Pavillon musical

### Personnalités liées à la commune
- Dr. Balázs Árpád, maire de Siófok.
- Emmerich Kálmán, compositeur hongrois, né le 24 octobre 1882 à Siófok et mort le 30 octobre 1953 à Paris.
- Kálmán Szekrényeszy, (Pest, 12 juillet 1847 - Budapest, 12 janvier 1924). Sportif, militaire (capitaine) et journaliste à la fois, il est le premier homme à avoir traversé le lac Balaton à la nage (14 km) le 29 août 1880.
- Imre Varga (1923-2019), sculpteur.

### Jumelage
- Oulu (Finlande)
- Gheorgheni (Roumanie)
- Netanya (Israël)
- Waldheim (Allemagne)
- Pärnu (Estonie)
- Poreč (Croatie)
- Walnut Creek (Californie) (États-Unis)
- Saint-Laurent-du-Var (France)
- Brenna (Italie)